# Linia kolejowa Brescia – Cremona
Linia kolejowa Brescia-Cremona – włoska państwowa linia kolejowa łącząca miasta Brescia i Cremona.
Zarządzanie infrastrukturą i urządzeń kolejowych jest w gestii RFI SpA, spółka zależna od Ferrovie dello Stato, która klasyfikuje linię jako uzupełniającą.